# Kendo Edition
Kendo Edition es el nombre del primer mixtape del rapero puertorriqueño Kendo Kaponi. Fue lanzado el 31 de diciembre de 2016, por Rimas Music, LLC.
Entre los sencillos más destacables se encuentran «No te enamores» junto a Ñejo, «El dinero no lo es todo» junto a Ozuna, «Suicidio», entre otros.

## Antecedentes
Dicho proyecto había sido anunciado con mucha anticipación y debido a su nombre se esperó que la producción estuviera a cargo de los productores Los De La Nazza, mejor conocidos como Musicólogo & Menes, pero este terminó siendo producido por Super Yei, Jone Quest, O'Neill y Los De La Nazza.
En julio de 2016, se liberaron dos versiones de la canción "Que Se Muevan", una producida por Super Yei & Jone Quest, y la otra producida por Musicólogo & Menes. La diferencia entre una versión y otra, radica en la estructura, pista, BPM y duración. La versión de Super Yei & Jone Quest, su vocalización se inicia con un intro, luego su verso principal, primera rima, puente melódico, verso principal, segunda rima, puente melódico, verso principal y finalmente con las pautas. Con respecto a su pista es más suave tanto en las baterías como en las melodías, con 87 BPM y dura 4:04.
En cambio, la versión de Musicólogo & Menes, se inicia con intro melódico corto, para dar pase al verso principal, primera rima, puente con efectos en las voces del verso principal, segunda rima, puente con efectos en las voces del verso principal, verso principal y finalmente la pauta "Kendo Edition", con efectos de distorsión de voces de fondo (del intro). En cuanto a la pista, es más agresiva tanto en las baterías como en las melodías, minimalista, pero con melodías complejas, con 89 BPM y dura 3:26. Aparentemente, por diferencias entre Musicólogo (productor, fundador y exmiembro de Rimas) y Rimas, la versión de Musicólogo & Menes, no figura en Spotify, y solo se encuentra la de Super Yei & Jone Quest.
En octubre de 2016, el artista expresó que esperado proyecto estaría a lanzarse el 19 de octubre de 2016, incluso el mismo Super Yei semanas atrás había soltado por medio de sus redes sociales, el tracklist del mismo, el cual se mostraban las 10 canciones del disco, pero esto lamentablemente nunca sucedió y simplemente a la noche del siguiente día mencionado se liberaron dos canciones y pero el parte del álbum terminó postergandose hasta fines de año.

## Sencillos
Aunque el mixtape no contó con videos musicales, se liberaron tres sencillos, entre ellos «Que se muevan» que es una canción estilo malianteo y fronteo, donde el artista hace una interpolación del tema del mismo nombre de los artistas Memo & Vale.
En la noche del 20 de octubre de 2016 se liberaron dos sencillos «No te enamores» junto a Ñejo y «El dinero no lo es todo» junto a Ozuna, dicho sencillos iban a ser lanzados el mismo día que el lanzamiento del álbum pero terminaron como sencillos del disco.

## Lista de canciones
| N.º   | Título                                | Duración |  |
| 1.    | «Que se muevan»                       | 3:54     |  |
| 2.    | «Con quién estás»                     | 3:30     |  |
| 3.    | «No te enamores» (con Ñejo)           | 4:16     |  |
| 4.    | «Tendré que olvidarme»                | 4:01     |  |
| 5.    | «Pa' allá y pa' acá» (con Farruko)    | 4:06     |  |
| 6.    | «La llave de mi corazón»              | 3:52     |  |
| 7.    | «Criminal» (con Cosculluela)          | 3:32     |  |
| 8.    | «Te ando buscando»                    | 3:09     |  |
| 9.    | «El dinero no lo es todo» (con Ozuna) | 4:58     |  |
| 10.   | «Suicidio»                            | 4:47     |  |
| 40:10 |                                       |          |  |